# Hiwia
Hiwia is een geslacht van uitgestorven weekdieren uit de klasse van de Gastropoda (slakken). Exemplaren uit dit geslacht zijn slechts als fossiel bekend.

## Soort
- Hiwia amplificata (Marwick, 1931) †